# Beth ha-midrasj-synagoge (Prostějov)

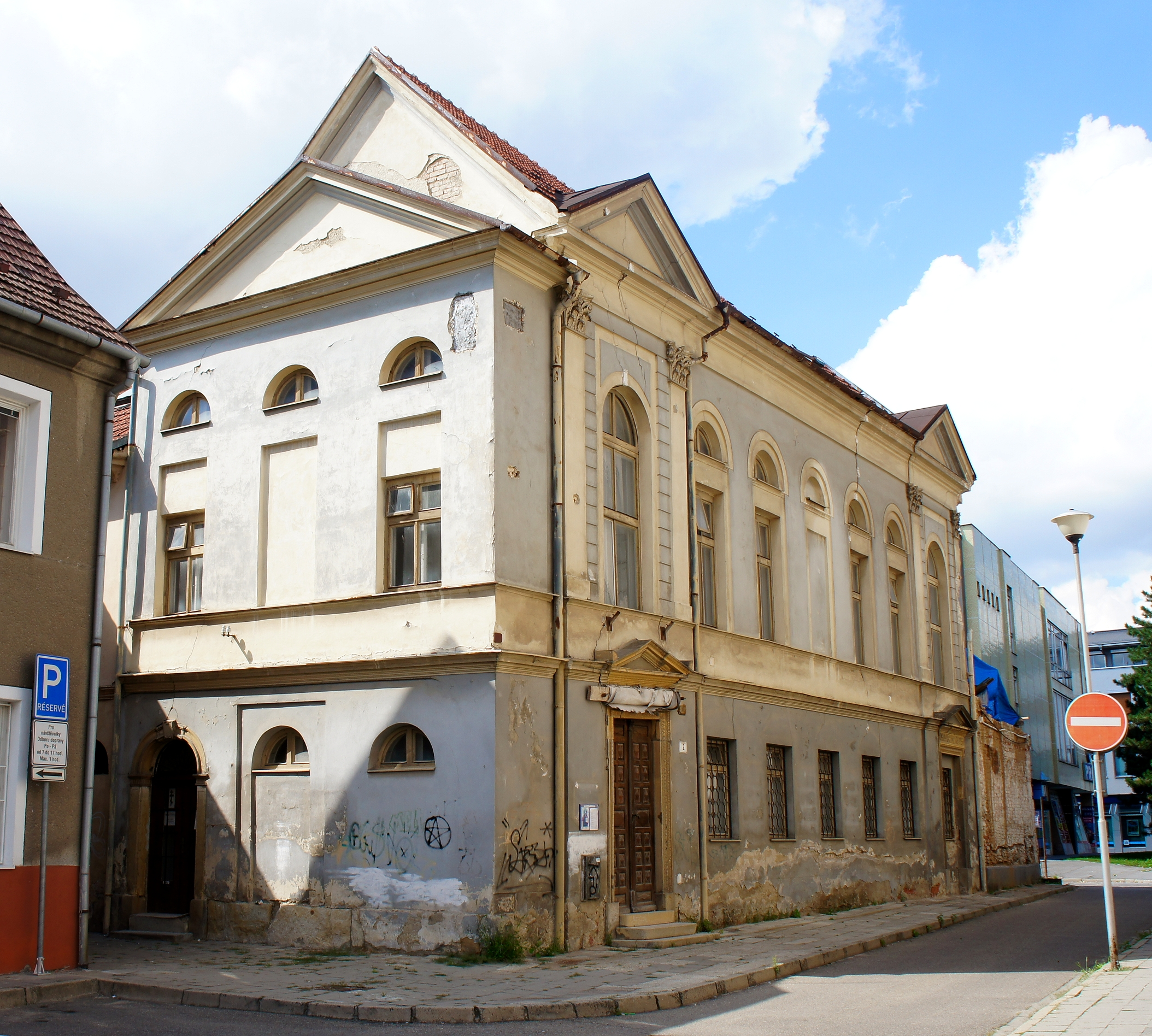

De Beth ha-midrasj-synagoge (Hebreeuws: בית המדרש, Tsjechisch: synagoga Bet ha-midraš) is een voormalige synagoge in Prostějov, Tsjechië.

## Geschiedenis
De synagoge werd gebouwd in 1836 en werd tot 1939 gebruikt door de joodse gemeenschap in Prostějov. In 1951–1963 en 2004–2018 werd het gebouw gebruikt door de orthodoxe christelijke gemeenschap. Sinds 1998 is het beschermd als cultureel monument van Tsjechië.